# Безпечна відстань при вибухових роботах
Безпе́чна ві́дстань при вибухо́вих ро́ботах (рос. безопасное расстояние при взрывных работах, англ. safe distance attached to explosive works, нім. sicherheitliche Distanz f bei der Sprengarbeiten f pl, Sicherheitsabstand bei Sprengarbeiten f pl) — мінімальна відстань від заряду вибухових речовин, що є безпечною для людей, механізмів, споруд і не викликає передачі детонацій іншому заряду.
Регламентована документом: «Єдині правила безпеки при вибухових роботах|Єдиними правилами безпеки при вибухових роботах».

## Види
В залежності від виду небезпечної дії вибуху розрізняють такі безпечні відстані:
- за дією повітряної хвилі,
- за передачею детонації,
- за ушкоджуючою дією уламків,
- за сейсмічною дією вибуху.

За дією повітряної хвилі — відстань, на якій вибухова хвиля на поверхні втрачає спроможність спричиняти ураження заданої інтенсивності; в залежності від масштабу вибуху, умов розташування заряду і допустимого характеру ушкоджень споруд, безпечна відстань приймається пропорційною кореню квадратному або кубічному від маси заряду.
За передачею детонації — відстань, на якій неможлива передача детонації від одного заряду до іншого; безпечна відстань у цьому випадку пропорційна кореню квадратному маси заряду і залежить від роду вибухових робіт та умов розташування активного і пасивного зарядів.
За ушкоджувальною дією уламків — відстань, на якій виключена можливість ушкодження осколками та уламками; ця безпечна відстань визначається проектом (при камерних, свердловинних і котлових зарядах) і встановлюється керівником висаджувальних робіт в залежності від методу висадження, виду робіт і місцевих умов.
За сейсмічною дією вибуху — відстань, на якій коливання ґрунту, викликане вибухом, є безпечним для будов та споруд; дана безпечна відстань пропорційна кореню кубічному маси заряду і залежить від роду та водонасиченості ґрунту, на якому знаходяться споруди, які мають бути захищені.